# Antti Lindtman
Antti Ilmari Lindtman (11 de agosto de 1982) es un político finlandés y líder del Partido Socialdemócrata (SDP) desde septiembre de 2023. Ha sido presidente del ayuntamiento de Vantaa desde 2009 y miembro del Parlamento de Finlandia por Uusimaa desde abril de 2011.

## Biografía

### Primeros años y formación
Lindtman fue parte de la directiva de las juventudes del Partido Socialdemócrata (Demarinuoret) desde el año 2000, se graduó de la escuela secundaria superior Koivukylä en 2002. Entre 2002 y 2006 participó de la directiva distrital de su partido en Uusimaa. Antes de ser elegido diputado, trabajó como conductor de camiones de hormigón (2002-2003) y, luego, como secretario de proyectos (2003-2007) y secretario de las juventudes (2007-2011) en la mayor confederación de sindicatos del país (SAK). Desde 2008, es presidente de los socialdemócratas del distrito Koivukylä en Vantaa Además de su trabajo como diputado, obtuvo la licenciatura en Ciencias Políticas por la Universidad de Helsinki en 2016.

### Vida personal
Lindtman pasó su infancia y adolescencia con su padre soltero. De joven, Lindtman jugó al fútbol en el club Koivukylän Palloseura (KoiPS) de Vantaa. En 2011, se casó con la diseñadora de comunicación Kaija Stormbom y en noviembre de 2017, tuvieron una hija.

## Carrera política
En las elecciones parlamentarias de 2011, Lindtman fue elegido diputado en su tercer intento. En mayo de 2012, fue elegido segundo vicepresidente del Partido Socialdemócrata de Finlandia y en mayo de 2014 primer vicepresidente. Abandonó la dirección del partido tras ser elegido presidente del grupo parlamentario de su partido después de las elecciones parlamentarias en abril de 2015. En el Parlamento ha sido miembro de la Comisión Administrativa y de la Comisión de Asuntos Jurídicos, entre otras.
En octubre de 2016 se descubrió que Lindtman había entregado listas secretas a los presidentes del Parlamento en las que sugería cuáles diputados del SDP deberían tener turnos para hablar en las sesiones plenarias. La mesa del parlamento había tenido la impresión de que las listas eran el resultado de un acuerdo interno del grupo parlamentario, mientras que Lindtman había tomado la decisión en solitario y sin informar a nadie más. La práctica continuó durante al menos un año. La revelación provocó fuertes críticas a las acciones de Lindtman por parte de los miembros del grupo parlamentario, tras lo cual Lindtman se disculpó por sus acciones.
En contra de lo esperado, Lindtman no desafió a Antti Rinne por la presidencia del SDP en la conferencia del partido en febrero de 2017, lo que puede haber estado influenciado por la polémica de las listas en otoño de 2016. Lindtman apoyó las reformas legislativas derivadas del escándalo de explotación sexual infantil de Oulu.
En diciembre de 2019, Lindtman quedó en segundo lugar en una votación del consejo del partido para reemplazar al líder socialdemócrata Antti Rinne después de su renuncia, perdiendo por un estrecho margen (32 a 29 votos) ante la ministra de Transporte, Sanna Marin. Luego de la dimisión de Marin tras las elecciones de 2023, Lindtman fue elegido para reemplazarla como líder socialdemócrata en una reunión del partido en Jyväskylä el 1 de septiembre de 2023 al vencer a su contrincante, Krista Kiuru, por 12.546 votos contra 3.587.Tras esto, Lindtman anunció que dimitiría como presidente del concejo municipal de Vantaa tras ser elegido presidente del partido.